# 第14循環

日経平均株価（1970年～）の推移
日経平均株価は2003年4月に底打ちし上昇、2007年7月に最高値を付けた後、下落。とりわけ、2008年9月のリーマン・ショック以降の急落が顕著である。

日本銀行の政策金利の目標である無担保コール翌日物の推移（1995年～、赤：月平均、桃色：誘導目標）
量的金融緩和政策採用の期間（2001年3月～2006年7月）は実質ゼロ金利、量的金融緩和政策解除後も0.5%が最高（2007年2月～2008年10月）であり、2008年10月には0.3%、2008年12月には0.1%に日銀は目標を切り下げている。

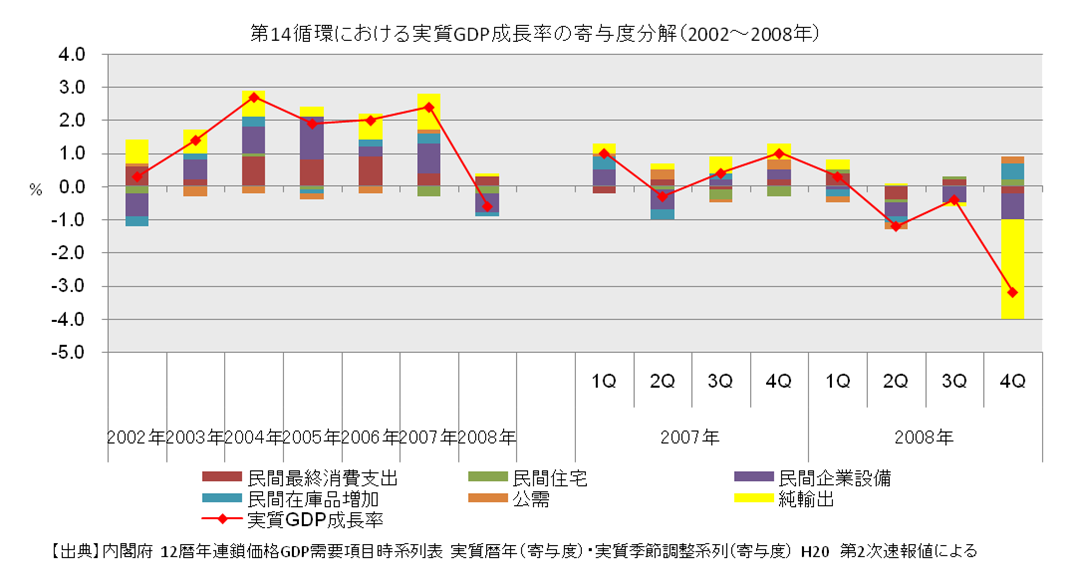
2002年～2008年までの実質GDP成長率の寄与度分解
（2007年～2008年は四半期の季節調整済系列を含む）
2002年～2007年は純輸出（外需）が日本経済を牽引するとともに、外需に裏打ちされた民間企業設備も2003年～2007年の間に日本経済を牽引したが、2008年になると一転、純輸出の落ち込み（輸出の減少と輸入の増加）、企業設備投資の抑制により日本の実質経済成長率はマイナスに転じた（四半期でみるとさらに第2四半期以降にマイナス成長になった。とりわけ第4四半期の落ち込みが大きい）。

第14循環（だい14じゅんかん）とは戦後日本の景気循環で内閣府が定義した期間（景気基準日付の第14循環）である。決定的には2002年2月から2009年3月までの86か月間を指す。
第14循環は2002年2月から続く景気循環であり、景気の拡大期間は2002年2月から2008年2月の73か月の長期間にわたり、以後景気が後退に転じた。従来の景気拡大期間が最も長かった第6循環の拡大期（いざなぎ景気・イザナギ景気）の57か月よりも、景気拡大期間が長かったことから「いざなみ景気・イザナミ景気」とも呼ばれた（名称解説後述）ものの、実質GDP成長率は、いざなぎ景気やバブル景気よりも低調であった。
その後、サブプライム問題に端を発した世界金融危機の影響を受け、2008年3月から景気は失速、とりわけ、同年9月15日のリーマン・ショック以降に急速に悪化し2009年3月まで景気後退期（「リーマン不況」とも呼ばれる）は続いた。
内閣府は景気拡大の「山」は2008年2月で、同3月から景気後退が始まったと判定する方針を固め、2011年10月19日に学識者による景気動向指数研究会を開き、景気拡大の時期を2002年2月から2008年2月までの6年1か月（73か月）と確定した。また、2008年12月11日に全米経済研究所（NBER）がアメリカ合衆国の経済が2007年12月から景気後退入りしたことを宣言しており、日米経済はほぼ同時期に景気後退局面に入ったことになる。

## 景気拡張・後退期間の俗称

### 拡張期（拡大期）
内閣府景気基準日付の第14循環での景気拡張期間の俗称は、過去の「いざなぎ景気（57か月間）」を1年4か月上回る記録的な好景気によることから、日本神話に記されたいざなぎ・いざなみによる国産みの伝説にちなんで「いざなみ景気」とも呼ばれる。
2009年1月30日の閣議後の記者会見で与謝野馨経済財政担当大臣は「『だらだら陽炎（かげろう）景気』とでも言うんでしょうか」と「かげろう景気」の俗称を提言した。好景気期間は長いものの成長率は2%前後と伸び悩み、労働者の賃金の上昇率も頭打ちで、好景気の実感に乏しかった事を表現した模様。
エコノミストらの間では、いざなみ景気の他に「小泉景気」「構造改革景気」「第四次平成景気」「出島景気」「デジタル景気」「デジカメ景気」「いざなぎ超え（越え）景気」「円安景気」「無実感景気」「格差型景気」「リストラ景気」などの名称が提案されている。
中部東海地域や北九州などおもに輸出（外需）産業の集積地では雇用が逼迫し、派遣・請負労働者あるいは外国人労働者を他の地域から受け入れるなど好況に沸いた。他方で賃金は下落し、大手小売や建設を筆頭とした内需・既存産業は停滞を続ける。首都圏都心部では、サービス業における労働供給が極端に不足し賃金は上昇した。地価についても首都圏・基幹都市の中心部は上昇する一方で地方・周辺部では停滞するなど地域・地区、業態による温度差のある景況が続いた。

### 後退期
2010年6月7日の景気動向指数研究会での座長である吉川洋は、リーマン・ショック（世界金融危機）による不景気の影響が大きいため、「リーマン不況」と名付けている。リーマン不況の他にも「世界金融不況」「世界同時不況」「世界金融崩壊」「グローバル恐慌」「信用バブル（クレジットバブル）崩壊不況」「サブプライム」などとも呼ばれている。

## 概要

### 景気拡大
2002年2月から景気拡大期に突入した。

#### 要因

円の実質実効為替レートの推移（1973年3月=100）
1990年代後半の超円高から2008年ころまで、円の価値が下落（つまり円安）していることがわかる。

2001年からのゼロ金利政策に代表される金融緩和政策が主因である。2004年の大幅な為替介入により、実質実効為替レートが下がったことによる円安や、新興国、北米の好調な需要の牽引により、輸出関連産業を中心に多くの企業が過去最高売上高・利益を記録した。なお実質実効為替レートの低下の理由は他にも他国と比較した物価上昇率の低さや貿易における日本のシェアの低下も影響している。輸出による経済成長への寄与度は6割超と、いざなぎ景気の頃の8%に対して拡大した。
また、大企業の国内回帰志向から、積極的な設備投資を行ったことにより、雇用が拡大した（2002年から2007年に正規雇用が48万人減少し、非正規雇用が281万人増加した）。特に、大手製造業は元来採用が新卒主導であったが、好業績や団塊の世代の退職を受けて、中途採用へも拡大した

。そして、これらの関連企業では、過去最高のボーナスを記録した（ただし、雇用者報酬は2002年から2007年に0.4兆円減少している）。企業の積極的な投資は、内需企業や下請け企業の業績にも大きく寄与し、低金利政策と相俟って企業倒産件数は2002年から2007年には5000件近く減少し、96年以来の水準にまで下がった。
小泉純一郎政権が、従来の「低効率企業の淘汰」という構造改革路線（骨太の方針）を転換したことも主因である。当初掲げた国債発行30兆円枠にこだわらず、また、大手銀行への公的資金注入は、企業への貸し出しを増やし、景気を上向かせた。結果、バブル崩壊後、日本経済を悩ませていた不良債権問題が解消していくこととなった。併せて、景気好転によりバブル崩壊後積まれていた多額の貸倒引当金を取り崩すことができたため、銀行は過去最高益を計上するに至った。
また、この景気を下支えしたのが外資系企業である。彼らの積極的な投資は、大都市の不動産市場（REIT）を盛り上げた。そのため、景気後半では、輸出に関わらない企業（特に不動産・建設）でも過去最高の売上高を記録していった。また、これは証券市場においても同様で、それを受けて多くのM&A（企業の合併・買収）が行われた。一方で、彼らの増加は、株主総会で「もの言う株主」を招き、企業はこれに対応するため、配当金を増やしていった。

#### 特徴
2002年1～3月期から、2006年4～6月期まで名目GDP（年率換算）は21兆円増えた計算になる。一方で、全体の所得は4兆円減っている。要因として、企業や金融機関がバブルの後遺症から、従来の好況期と異なり、より積極的な投資（借金によるレバレッジ投資）を手控えた事があげられる。
2002年からの景気拡大は期間が長かったものの、実質経済成長率は年平均2%弱で、いざなぎ景気の10%超、バブル景気の5%程度などと比べ低水準にとどまった。また、生活実感に近い名目経済成長率が実質経済成長率より低かった。結果、賃金に関しては、いざなぎ景気の時は倍増した雇用者報酬が、いざなみ景気では2002年の262.5兆円から2007年には262.1兆円に減少した。消費者態度指数は2003年3月を底にし、上昇したが、2007年からは減少へ転じた。消費者心理は改善せず、個人消費は盛り上がりを欠いたままだった。
この景気拡大期では、六本木ヒルズ族やワーキングプアに代表される、いわゆる格差社会論争が沸き起こった。また、デジタルカメラ、DVDレコーダー、薄型テレビのいわゆる「デジタル三種の神器」の需要が急速に伸び始めたことから、景気回復基調が鮮明となってきた2003年春ごろから暫くの間は「デジタル景気」と呼ばれ、マスコミの注目を浴びた。

#### 3度の「踊り場」
長く続く好景気の中では、踊り場が3度あった。
1度目の「踊り場」は、2002年12月、内閣府が月例経済報告を月例経済報告関係閣僚会議に報告した際、景気の基調判断を「踊り場的な状態」と下方修正した。以後、2003年9月までが最初の「踊り場」である。主な原因としては、イラク戦争によるイラク国内の情勢悪化の影響で輸出が鈍化した上に、新型肺炎（SARS）も追い打ちをかけたことが挙げられる。しかし、イラク戦争の終結などで輸出が回復し、企業部門が持ち直したため、この踊り場をくぐり抜けることができた。
2度目の「踊り場」は、2004年12月（11月に引き続き2か月連続の下方修正）～2005年8月。アテネオリンピック前に薄型テレビが売れた反動もあり、世界的な在庫調整が起きたことによるものだったが、今回も調整一巡後に脱却した。
そして2008年3月19日、当月の月例経済報告で大田弘子経済財政担当大臣が、生産などの陰りが要因で現在の経済状態が3度目の「踊り場」を迎えていると説明した（2月に引き続き2か月連続の下方修正）。今回の踊り場では、主要な輸出先であるアメリカがサブプライム住宅ローン問題の深刻化で国内経済が減速していること、一向に歯止めのかからない原油価格の高騰や、2008年に実施された鉄鋼の約65%の大幅値上げ、1995年11月以来12年7か月ぶりに1ドル=100円突破を記録する急激な円高、建基法不況による2007年度以降続く建設・不動産やその関連会社の倒産件数の増加など、不安材料を抱えていることが背景とされている。そのため、今回の景気拡張局面では賃金の伸びが鈍く、家計部門での波及が乏しく、内需に火がついていないだけに、外的要因に左右されやすい。

### 景気後退
長く続いた景気も、2008年2月を頂点に後退に転じた。

#### 要因
一昨年の2006年夏を頂点に米国の住宅価格が下落に転じ、住宅価格の上昇分をエクイティファイナンスの形で金に換えて消費を続けてきた米国の購買意欲が減退した。同時にサブプライムローン問題が徐々にその姿を見せつつあり、證券市場から流出した資金は商品市場へと流れ込んだ。
2007年半ば以降、原油価格など資源価格の高騰でコストが上昇はじめ、原料高で企業収益が悪化。更に、サブプライム問題が金融システムを揺るまでに拡大し、世界的な金融危機が起き、輸出が減退した。2007年12月19日の官房長官記者発表において町村信孝内閣官房長官は、「原油高騰、円高、また、所得の伸びの緩さ、消費もあんまり伸びなかったというようなこともあったようでございますが、大きいのはやはり、建築基準法でございます。」と建築基準法改正の悪影響（建基法不況）が経済見通しの下方修正の主因であるとの認識を語った。2008年9月以降は「100年に1度」の金融危機と世界経済悪化で深刻な不況に突入した。詳細は世界金融危機を参照。

#### 特徴
内閣府によると、世界的な景気悪化で、日本の輸出はかつてない速度で減少しており、アジア金融危機時（1997年）やITバブル崩壊後不況（2000年）時とは比べ物にならない速さという。
国内における消費が伸び悩む中で、外需減退による輸出鈍化がおきたため、様々な問題を抱える日本経済が、いざなみ景気後の不況に耐えられるかは不透明である。

## 経過

### ITバブルの崩壊と景気悪化の深刻化
2000年3月ごろから、日本におけるITバブルの崩壊が始まった。米国でも同時期をピークに株価指数は下がり始めていた。そのような中で、速水優日銀総裁によるゼロ金利政策の解除が重なり、日本経済の後退は拍車を掛けた。2001年9月には、1998年に導入が決まった時価会計が本格的に始まり、株価が下落するたびに、大手金融機関は含み損を拡大させていった。このことから、2005年に開始される減損会計の延期を求める声も出てきた。
また、金融機関は自己資本比率規制により一定水準を下回ると、業務が制限もしくは停止してしまう。このことが更なる評価損や融資の焦げ付きの懸念を増大させ、金融機関による貸し渋りを発生させ、余計に景気を悪化させていった。
そして、2003年4月には日経平均株価が当時のバブル後最安値7607円をつけた。結果、金融機関は数兆円規模の損失が生じたとされる。さらに、2002年には上場企業の倒産が史上最悪の29件となり、2003年には就職率も史上最低の55.1%を記録した（就職氷河期）。

### 公的資金注入と景気の底
そのような中、2003年3月期決算で多額の赤字を計上したりそな銀行が同年5月17日、公的資金注入の申請を行い、総額約2兆円の公的資金注入(株式取得による)が行われ、事実上国有化された。
これが市場に対して、政府・日銀の「金融危機を起こさない」という強い意思として伝わり、この頃を底に日経平均株価は上昇することとなる。

### 金融政策
2003年3月、従来のたすきがけ人事を破って、新しい日銀総裁に福井俊彦が就任した。1998年の日銀法改正により、政府による金融政策のコントロールが不能に陥っていた中で、日銀出身の福井に対しては、速水総裁の路線（良いデフレ論）を踏襲することも予想された。しかし、2003年下期から2004年3月にかけての政府の為替介入に対して協力し、大幅な円安を演出した。また、日銀当座預金の目標残高を30 - 35兆円にするなど、量的金融緩和政策を積極的に行うなど、デフレ脱却へ向け、大きく舵を切った。

### 政治・経済の動向
これらの政策は、マスコミ、評論家、野党から激しく批判された。特に金融政策は、「ゼロ金利政策により多額の利子所得が奪われた」などの批判を中心に、解除を求める声が高まった。特に民主党は選挙の公約として、ゼロ金利政策・量的金融緩和政策の解除を掲げていた。
2003年・2004年の総選挙を安定多数で乗り切った政府は、政策を続行した。結果、2004年の企業倒産件数は1991年以来13年ぶりに14,000件を割り、負債総額は1996年以来8年ぶりに10兆円台を割った。失業率も2003年には、2年ぶりに5%を下回り、有効求人倍率も2002年から3年間で倍近くまで増えた。企業業績も大きく回復し、過去最高益を記録する企業も現れた。

## 拡張期の出来事

### 低金利
景気を下支えする為に低金利政策が採られ、先進各国の中では最低の金利が維持された。

### 円キャリートレード
円の資金調達コストが安い事から、円を借りて利率の高い外貨に換えて運用する円キャリートレードが行われた。潤沢に供給された円が日本国内の産業に向かわず、一部はただちに海外へと向かった。日本版金融ビッグバンで個人の為替取引きが容易になり、また個人で口座を開けるFX業者が増えたことから、利率差益と為替差益を狙って取引を行う個人が増えた。しばしば個人が億単位の利益を揚げながら納税を怠り罰せられる事例が報道された。
2006年から2007年には大企業・金融機関を中心として企業の業績が拡大し、過去最高益・売上高を記録する企業が現れた。

### 雇用のミスマッチ
旺盛な外需に支えられ、製造業では積極的な雇用拡大を行ったものの、知名度やイメージなどにより求職者側から敬遠されたり、企業側が求める水準や要素（例えば、製造業であれば理工系学校の卒業者）を満たしていないため、雇用者側が採用を断ったりする事態が起きた。
こうした背景には、文系分野進学者の増加や理系分野進学者の減少、高卒就業者の減少が考えられる。また、長引く就職氷河期により、企業側には新卒者にもある程度「即戦力」たることを求める風潮が定着してしまったこともその原因として考えられる。

### 資材高騰
輸出が好調となり、生産量が拡大すると、原材料や資材の需要が拡大し、これに伴い調達コストも上昇した。世界全体でも需給が逼迫し原油や鉄鉱石・ボーキサイトなどの資源価格が上昇した。サブプライムローン問題が表面化しつつあり、證券市場から引き揚げられた資金が商品市場に流れ込んだ事も価格上昇に繋がった。

#### 金属盗難
金属資材の需給が逼迫し、価格があがると、市中の金属製品を盗んで回収業者に持ち込む行為が頻発した。側溝やマンホールの蓋、ガードレール、個人宅の門扉やクーラーの室外機を盗んだり、工事現場や工場に忍び込んで銅線などを盗む事例も伝えられる。

#### 買い負け
経済発展著しい中国の旺盛な原材料需要もあり、海外鉱山の獲得では中国資本に出遅れる他、鉄鉱石やボーキサイトなども高値をつける中国バイヤーに渡る、廃品回収のペットボトル、古紙、レアメタル回収に有効な都市鉱山の材料となる家電製品・携帯電話などの廃品なども、高値をつける中国バイヤーに渡り、日本のリサイクル業に回らないという事態も起きた。

### 輸出拡大
資源価格の高騰をうけて豊かになったロシアや産油国への輸出も延びた。また、輸出先を米中に集中することが危険と見た向きからは、ヨーロッパへの販路を拡大する動きもあった。

### 就職売り手市場・非正規雇用増加・格差社会・ワーキングプア

日本の失業率（男女別、年齢別）。15-24歳（細線）が若年失業者にあたる。

2008年卒業の新卒の求人倍率はバブル期と並び、就職事情は良好であった。ことに団塊の世代の大量退職や、2007年から日本の人口が減少に転じ、少子化がますます進むことを考慮し、中核となる人材を確保するために企業の採用意欲は旺盛となった。一方で、学生はバブル崩壊後の不況を目の当たりにして育ってきており、公務員や有名な大企業など安定・安全志向が強いといわれた。
正規雇用が減少する一方、非正規雇用が増加した。正規雇用は2002年の3489万人（労働者の70.6％）から2007年には3441万人（同66.5％）へと減少し、非正規雇用は同時期に1451万人（同29.4％）から1732万人（同33.5％）へ増加している。2009年の経済財政白書は非正規雇用が増加した要因として労働法制の規制緩和、高齢化などをあげている。また同白書は賃金、家計所得における格差の拡大を指摘し、その背景に非正規雇用の増加があるとしている。
賃金の低い非正規労働者（年収200万円を下回る労働者は正規雇用で10.4％、非正規雇用で76.8％）の増加により、ワーキングプアが増加している。2006年には年収200万円以下の労働者が1023万人、労働者全体の22.8%を占め、21年ぶりに1000万人を突破した。この頃は企業が業務を拡大していた頃であり、低賃金ではあっても収入の道は確保されているとして社会の注目を集める事は少なく、早くから警鐘を鳴らしていた経済学者･政治家は時代の趨勢のなかで単に「小泉･竹中路線への反対者」程度の扱いを出ることはなかった。

### Forgotten Japan
活況に沸く米国、世界の工場として経済発展著しい中国などの狭間で、日本の存在は薄らいだ。2008年1月のダボス会議のセッションの1つのタイトルは"Japan:A Forgotten Power?"であった。

## 後退期の出来事

### 経済指標悪化
2008年11月17日、内閣府が発表した7～9月期（第2四半期）の実質GDP（国内総生産）が4～6月期（第1四半期）に続き2四半期連続のマイナス成長になったことを受けて、与謝野馨経済財政担当大臣が会見で「景気は後退局面にあることを示している」と述べ、政府として景気後退局面入りをはっきりと認めたため、これをもって今次の景気は終焉したと推定される。
12月22日の12月月例経済報告の景気基調判断では、11月の「景気は弱まっている」から一転して、2002年2月以来6年10か月ぶりに「悪化している」と3か月連続で下方修正し、1月の景気基調判断でも6か月連続で下方修正した。10～12月期（第3四半期）もマイナス成長となる可能性が高く、世界的な景気後退が深刻化するとともにデフレが深まっていくと思われる。
景気動向指数は、景気の現状を示す一致指数が、2008年8月に前月比で2.9ポイント、同11月には2.8ポイント低下し、比較可能な1980年1月からのデータでみると、低下幅が過去最大、過去2番目の大きさとなり、景気の急激な悪化を浮き彫りにした。

### 企業業績悪化
2007年ごろから、不動産市況の悪化をうけて建設・不動産などが、更に、原油価格の高騰をうけて運送会社など、内需企業の倒産が相次いだ。
加えて、アメリカ発の金融危機の影響を受け、輸出関連企業でも業績が悪化。2008年10-12月期の四半期決算が悪化する企業が相次ぎ、通期で赤字に転落する企業が相次いだ。1963年に決算公表時の赤字以来、2007年度に過去最高の利益を上げたトヨタ自動車が翌2008年度に赤字に転落したのは象徴的である。要因として、円高と金融の混乱による販売不振が挙げられる。
2008年の上場企業倒産件数は2002年の29件を超える33件となり、過去最悪を更新した。
更に、大手企業でも資金繰りが厳しくなり、資金需要DIが急速に上昇した。
円高
2007年ごろには1ドル=110円前後、1ユーロ=150円前後で推移していた為替が2008年秋ごろより円高に振れ、2008年末から1ドル=90円、1ユーロ=120円前後の水準となった。これは、金融危機が拡大したなかで、サブプライムローンの被害が比較的少なく金融システムが比較的安定していると目された日本の円が買われ、また、金融危機をうけて欧米で政策金利を引き下げたことや、消費者物価指数の急減から実質金利差が逆転し、円キャリートレードが解消されると共に、円が比較優位になったことが要因に挙げられる。押しなべて他国通貨に対して高騰し、輸出関連企業の為替差損が拡大して、業績が悪化した。

販売不振
アメリカではサブプライムローン問題を発端とする金融危機を受けて、消費が減退した。特にリーマンショック以後は、急速に減退した。また、ヨーロッパでも金融機関が所有するアメリカの金融商品の劣化をうけて金融が混乱し、消費が減退した。加えて、主要な輸出先であるアメリカやヨーロッパの通貨に対して円が高騰したこともあり、日本製品の販売不振に追い討ちを掛けた。

自社製品購入
トヨタ自動車は部長級約2200人が自社の新車を購入する取り組みを始めた、との報道がなされた。パナソニック、富士通、NEC、三洋電機でも同様の動きがおこった。理由として経営の危機感を共有する点をあげる。

### 雇用悪化
バブル崩壊後に過剰人員による人件費の負担増に悩まされた企業は、2004年の派遣法改正で製造業での派遣も認められたこともうけて、業務拡大に際し、正規従業員の雇用増以上に、非正規社員（派遣社員・請負社員・契約社員・期間雇用）の雇用拡大や業務委託で賄った。また、税収増を見込んだ税法改正により、退職給付引当金が損金算入されなくなったことも、非正規雇用の増加に拍車を掛けたといわれている。 一方で、景気が縮小に転ずると、企業は契約の更新を停止するなどして雇用削減に動き、更に業績の悪化で、正社員の削減・配置転換・出向を行う企業や、副業を許可する企業も出てきている。雇用の悪化は急速かつ深刻な状況で、求人広告の少なさから求人情報誌の統合・廃刊が相次いだ。
派遣切り
製造業を中心に2008年秋ごろより派遣切りの動きが顕在化した。例えば、2009年春までの契約期間があるにもかかわらず2008年秋～年末にかけて派遣先企業が、派遣元企業に違約金を支払うなどして、契約の途中解除を行う事例がでた。加えて、業界全体で業務縮小が一斉に行われたために派遣元企業は他への紹介が出来ず、結局のところ派遣元企業も派遣社員に業務をあてがう事が出来ずに契約解除することが広く行われた。同時に派遣元企業が提供していた寮や社宅からの退去も求められ、職と住居を同時に喪う派遣労働者が続出した。

一方で、主に2009年春で契約期限切れとなる派遣契約・期間工雇用契約などについても、契約の更新をしないと予告する企業が相次ぎ、今年度一杯で失職する労働者の数は多数に上ると報じられる。殊に、2007年の労働者派遣法の改正に伴い最長3年の派遣契約を結んだものが2009年春に一斉に切れることから失業者の発生が集中すると予想されていた（2009年問題）。

一部の地方自治体では職を失った労働者を、臨時職員として短期雇用するところもある。

セーフティーネット機能不全
特に登録型派遣の場合には、ある企業に勤務中は当該企業の社会保障制度に加入し、そこの業務が終了すると国民健康保険に切り替え、また次の企業に勤務する際には別の制度に加入するという制度間の切り替えが煩雑に起こる。そのために、最低加入期間の条件（例えば連続して1年以上の加入を要する、など）を満たす事が出来ずに、ほとんどの恩恵を受けられずに困窮する事例が報道される。そもそも、雇用保険に加入していない派遣労働者もあり、職を喪った途端に収入の道が途絶える者も多い。

これに対してはセーフティーネットが充分な機能を果たしていないという批判の声が上がった。一方で、舛添大臣は「細切れの加入期間で都度受給を認めることは望ましくなく、例えば最低6ヶ月の加入を条件とすべき」と述べた。第171回国会では雇用保険の加入条件緩和が議論され、与党が6ヶ月以上勤労見込みへの緩和を提案する一方で野党は31日以上勤労見込みに緩和する様求めている。

内定取り消し
不動産関係の分野を中心に、業績が急激に悪化した事を受けて、2009年春卒業の学生の就職内定を取り消す事例がしばしば報道された。いくばくかの補償金を支払う企業もあるが、しばしば内定取り消しを通知する書類一枚が送りつけられるだけの事例が伝えられた。また、就職前に不安に思った学生が企業に問い合わせても「大丈夫」と言われつづけ、突然に取り消しを通知された事例、内定式を済ませたり、業務に必要な資格を受験する様に指示した後に突然通知される事例も報じられた。

他にも、学生に対して「自己都合で内定を辞退する」様に強要したり、「来春の入社後一定期間で辞職する」特約を受け容れる様に強いる事例も伝えられる。

これに対し批判の声が上がり、政府は条件を設けて内定取り消しが著しい企業名を公表する事を決めた。

また、一部大学は内定を取り消された学生について卒業を再来年春に延期する処置を執ったり、例えば10万円などの少額で在籍延長を認める処置を執った。

育休切り
育児休暇中の者に、業務の悪化を理由として解雇を通知したり、復職時に非正規社員化する事例も報じられた。企業側はこの行為は全く法律に違反していないとしている。

操業時間短縮・副業推奨
製造業の企業では、今後の製品需要の大幅な減退を予想して生産量を抑えるために、年末年始の休暇を延長したり、工場の稼動日を削減するところも出てきた。2月の操業を7日間に限る事例もある。正社員に対しては休業日についても賃金の一定割合を支払うとしている。一方で、社員の収入減を補う副業を許可したり推奨する事例もある。

製鉄会社の中には高炉の火を落とすところもでてきた。

正社員削減
急激な業績悪化を受けて、派遣契約解除、期間工採用停止など非正規社員の数を減らしたり無くすのに加えて、正社員の削減に動く企業もでてきたことが伝えられる。また、配置転換を行ったり、子会社、下請け企業への出向を進めて本体を身軽にする処置も伝えられる。

ワークシェアリング・無給休日
いわゆる派遣切りを中心として失業者が多数生じることを問題視する向きからはワークシェアリングを積極的に導入して雇用維持を訴える意見も出され、経営者側からも導入に前向きな意見が出された。一部の企業は無給休日を設定して賃金を削減することを労働組合に提案した。これに対し連合は、賃金引下げの口実になるとして消極的姿勢を示し、雇用の維持と、内需拡大に繋がる賃金引き上げを求めている。

日雇い派遣禁止へ
2010年春をめどに、日雇い派遣を禁止する動きが出ている。これに対して、業務量の変化が激しく、必要に応じて人手を要求する流通業や引越し業者からは懸念が示されている。一方で日雇い派遣を生業とする派遣企業は、短期の派遣から短期の業務を請け負う形態に業務形態を移行することを検討している事例が報道された。

中途採用拡大
その一方で、外食産業、農業、介護分野では、他業界の余剰人員を採用して人手不足を解消する動きに出ている。外食チェーンでは大々的に正社員の採用に乗り出したところがある。介護分野では低賃金から労働力不足に陥っていたものが、介護報酬引き上げをうけた待遇改善をてこに採用拡大に乗り出している。この他にも、林業分野からのアプローチが伝えられる。

### スポンサー活動縮小
フォーミュラ1などのモータースポーツから撤退する動き、企業のチームを解散する動きが多く伝えられる。
テレビでは広告費が激減したため、CMの比率を極限まで高めた。

### 貸し剥し
従来直接金融や利益の積み立て(内部留保)で資金を調達していた企業が、金融不安を受けて将来の現金収入に困難を覚えて銀行に融資を求めたり、CP･債券を発行するようになった。金融機関はBIS規制により要求される自己資本比率が規定を下回ることを恐れ、財務内容の危ない内需企業(建設･不動産･運輸)への貸し出し抑制や、中小企業に貸し付けていたものを引き揚げる動きに出た。特に、金融庁が世界に先駆けて導入し、新たに定めた新BIS規制（バーゼルII）の影響により、企業の融資査定のリスク評価が厳密化されたことも貸しはがしに影響している。

### 金融対策
景気の悪化に伴い、中小企業を中心に資金繰りが悪化して倒産する事が危惧された。これに対応するために、金融機関に資本を注入する方策をとったり、定額給付金の意味合いを、生活の補助に変えるなどした。2008年12月に米国で自動車会社に対する公的資金注入が決まったのをうけて、2009年1月に入ると日本でも自動車会社などから公的資金を求める意見が出された。

## 文献情報
- 「世界同時不況下の経済対策と課題」国立国会図書館調査及び立法考査局（国立国会図書館ISSUE BRIEF No.647(2009.9.18)）